# 肇域志
《肇域志》，顧炎武撰，是《天下郡國利病書》姊妹作。
《肇域志》書名典自《尚书·尧典》之“肇十有二州”，肇域即代表明代疆域。崇禎十二年，顧炎武開始廣泛收集史籍、實錄等資料，明亡後，游歷全國，一路考察山川、風俗，“先取《一統志》，後取各省府州縣誌，後取二十一史，參互書之，幾閱志書一千余部。”手稿因此保存了大量珍贵的史料。
顧炎武晚年開始撰寫《肇域志》與《天下郡國利病書》二書，《肇域志》計三百十八萬餘字，汪士铎说他“所考山川、都邑、城郭宫室皆出自实践。”康熙初年编成，後又不断修改，終未定稿。
《肇域志》原稿本20册，乾隆五十八年（1793年）由許慶宗携至杭州。咸丰四年（1854年），蒋寅昉据許家所藏稿本抄出副本。咸豐十年，曾國藩輾轉覓得《肇域志》稿本，交给幕僚汪士铎整理。本書原稿已毀於太平天國戰火，又未能刊印，只有15部抄本流传，今存11部。所有的抄本可分成汪士铎、成蓉鏡與蒋寅昉、楊象濟二大系统。汪士铎抄本误改致错者甚多。蔣寅昉抄本多眉批、旁注，保留原稿樣貌。至乾隆末期，該書已佚京师、江西、四川、广西四4部分。2004年由上海古籍出版社正式出版，约200余万字。